# Dziewczyna szuka miłości
Dziewczyna szuka miłości – polski melodramat filmowy z 1938 roku.

## O filmie
Plenery: Warszawa, lotnisko w Aleksandrowicach (dzisiejsza dzielnica Bielska-Białej).
W latach 20. i 30. XX wieku Polacy odnosili sukcesy na międzynarodowych zawodach lotniczych i budowali nowatorskie samoloty. W filmie znalazło się wiele dobrze zrealizowanych sekwencji lotniczych.
Film przeszedł gruntowną renowację i cyfryzację w ramach realizowanego przez Filmotekę Narodową projektu „Nitrofilm”. Prawa do filmu: dzieło osierocone (dyspozytariuszem jest Filmoteka Narodowa).

## Treść

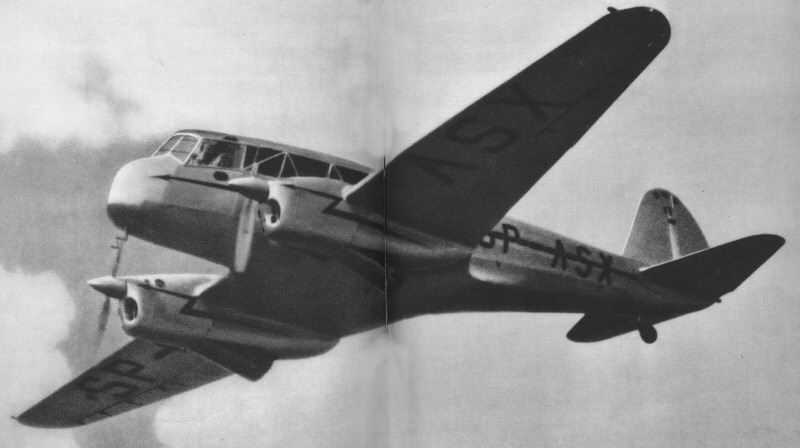
Samolot RWD-11

Jerzy jest młodym, inteligentnym i przystojnym ślusarzem oraz konstruktorem-pilotem amatorem z Woli, ubogiego przedmieścia stolicy. Ma pomysły na zrewolucjonizowanie lotnictwa, jednak brak mu środków na ich realizację. Przypadkowo poznaje milionera Kotlicę i jego córkę Janinę, gdy w pobliżu warsztatu Jerzego psuje się ich kabriolet Steyr 220. Kotlica dorobił się fortuny w Brazylii. Jerzy buduje nowy model samolotu własnej konstrukcji, który niestety rozpada się podczas próbnego startu. Okazuje się, że milioner Kotlica stara się o otwarcie stałej komunikacyjnej linii lotniczej łączącej Polskę i Brazylię. Tymczasem z Brazylii przyjeżdża Korzoń, czterdziestoletni kandydat do ręki Janiny, którego ofertę dziewczyna początkowo odrzuca. Młodzi zakochują się w sobie, jednak Jerzy opuszcza ukochaną wskutek intrygi uknutej przez Witolda Siemiackiego, który zazdrości Jerzemu Janiny, a także talentów lotniczych. Wsparcie Kotlicy sprawia jednak, że Jerzy kończy politechnikę i szkołę lotniczą, buduje nowy samolot (RWD-11) i postanawia wyruszyć nim w daleki rejs do Rio de Janeiro. Pionierska konstrukcja ma być w stanie rozwijać prędkość przekraczającą 500 km/h i pokonać bez międzylądowania trasę z Polski do Brazylii, a nazwana zostaje Wola. W Brazylii milioner Kotlica osobiście zabiega o utworzenie linii lotniczej Polska-Brazylia. Jej sfinansowanie przez miejscową Polonię uzależnione jest od szczęśliwego wylądowania samolotu. Niedopatrzenie Witolda, który także pracował przy budowie samolotu, powoduje tymczasem wadę radia samolotu. Nad Atlantykiem samolot doznaje awarii i leci złym kursem, co oznacza, że może nie wystarczyć paliwa do lądu. Dręczony wyrzutami sumienia Witold popełnia samobójstwo. Ostatecznie jednak samolot i jego pilot nie zawodzą, lądują szczęśliwie w Rio i tym samym dochodzi do udanego stworzenia nowej linii handlowej.

## Obsada
- Mieczysław Cybulski – konstruktor i pilot Jerzy Zamiejski
- Jan Kurnakowicz – Tomasz Kotlica, polski milioner z Brazylii
- Tamara Wiszniewska – Janina, córka Kotlicy
- Mieczysław Milecki – Witold Siemiacki, konkurent do ręki Janiny
- Franciszek Dominiak – Stefan Korzon, przyjaciel Kotlicy i drugi konkurent
- Stanisława Wysocka – matka Jerzego
- Gustaw Buszyński – inżynier Kubicki
- Kazimierz Szubert – mechanik Wicek Drucik
- Józef Orwid – ojciec Wicka
- Maria Chmurkowska – Felcia, narzeczona Wicka
- Mieczysław Myszkiewicz – Adam Siepyta, mówca na zebraniu członków Polsko-Brazylijskiego Towarzystwa Handlowego
- Bronisław Dardziński – Jan Gąsior, członek Polsko-Brazylijskiego Towarzystwa Handlowego
- Jan Ciecierski – Ryszard Warzywko, członek Polsko-Brazylijskiego Towarzystwa Handlowego
- Edward Gliński – mechanik